# Epic (gra bitewna)
Epic – seria figurkowych gier bitewnych rozgrywanych w świecie Warhammer 40,000, wydawana przez brytyjską firmę Games Workshop.
W odróżnieniu od bardziej popularnej standardowej rozgrywki Warhammer 40,000, konflikty w grze Epic toczą się na większą skalę. Tym samym figurki reprezentujące jednostki piechoty są mniejsze – przedstawiają całe niewielkie oddziały. Dodatkowo na polach bitew pojawią się maszyny z powodu siły, rozmiarów i ceny rzadko używane w standardowym systemie – np. superciężkie czołgi, czy olbrzymie chodzące maszyny bojowe, których figurki również są dużo mniejsze niż w zwykłej grze Warhammer 40,000.